# Son of the Mask
Son of the Mask (El hijo de la Máscara en Hispanoamérica  y en España La Máscara 2) es una película de 2005 dirigida por Lawrence Guterman. Es la secuela de la película La Máscara (1994).

## Sinopsis
La película inicia cuando una extraña figura de negro llega al Museo de Edge City, entonces se encuentran con el Dr. Arthur Neumann (Ben Stein quien repite su papel de la primera película y la serie animada), cuando un joven pregunta sobre Loki en el salón de la mitología nórdica, la figura de negro entra en cólera y se revela como Loki (Alan Cumming), después de que todos huyen, Loki roba la máscara, la cual está hecha en Taiwán. Loki como venganza saca la cara de Neumann de su cabeza y la pone en la caja en que estaba la máscara falsa. Luego de que llega la policía, él abre un hoyo en el suelo disparando con sus dedos y estos caen.
Mientras en Fringe City a 250 millas de Edge City vemos como Tonya Avery (Traylor Howard) y su esposo Tim (Jamie Kennedy) están pasando con unos amigos, los cuales están llenos de hijos. Cuando le preguntan a Tim cuando quiere tener hijos, él se imagina como Tonya va teniendo hijos con colmillos por montones. Luego cuando los Avery regresan a su casa, Tonya se enoja con Tim, porque él aún no quiere tener un hijo, así que Tim se va a jugar con su perro Otis, quien llevó a casa la verdadera Máscara. Luego vemos como Odín (Bob Hoskins) llama a Loki para que encuentre la máscara, pues ya ha causado muchos problemas. Tiempo después se ve a Tim en su trabajo en una empresa de dibujos animados donde trata de convencer a su jefe Daniel Moss (Steven Wright) para crear un nuevo personaje de caricaturas, pero Daniel no está convencido por el talento de Tim.
En la fiesta de Halloween de la empresa, Tim descubre que Otis rompió su máscara y se pone La Máscara causando un furor a su jefe quien descubrió quien es ya que mostró su Cédula de Identidad, y canta un remix de las canciones I Love You, Baby y Can't Take My Eyes Off of You, luego se va a su casa y le hace el amor a su esposa estando convertido en La Máscara. A la mañana siguiente, Tim descubre el furor que causó la noche anterior y su jefe lo asciende para convertir a La Máscara en un personaje de dibujos animados. Pero también descubre que su esposa esta embarazada y en el médico le dan ganas de vomitar pero salen burbujas. Pasan los meses y el bebé (Alvey) nace, pero este bebé ha "Nacido de la Máscara", Odín se entera y le grita a Loki que si sigue causando destrucción sin resultados le quitara su poder, desesperado, Loki roba una lista de niños nacidos el día y va casa por casa estudiando a los bebes.
Tonya debe ir a Nueva York por su trabajo y Tim debe quedarse solo en la casa con su bebé, quien tiene poderes sobrenaturales como Loki. Ignorando esto, Tim solo quiere trabajar en el personaje que no recuerda haber sido en la fiesta e intenta distraerlo, mostrándole la Televisión y mientras tanto busca la máscara ya que quiere recordar lo que pasó, pero ya no la tiene, Otis la tiene. El se siente celoso y mientras Tim se distrae intenta matar a Alvey, completamente distraído, Tim sigue trabajando pensando en el personaje. Otis fracasa y termina siendo arrojado por Alvey quien alarga su mano y lo mete en un cañón (cañón que iba destinado a Alvey) y ahí es cuando Tim lo oye y vuelve con el bebé quien finge que no pasó nada.
Pero pronto Tim descubre que Alvey no es un bebé normal, comienza a mirar televisión y a imitarla, entonces ve cómo un hombre termina en el psiquiatra por culpa de una rana que baila y entonces Alvey canta y baila delante de Tim, quien cree volverse loco y decide llevar al bebé al médico.
Loki llega al nombre de la lista: "Alvey Avery" e intenta secuestrar al bebe pero, no viéndole hacer nada raro, lo deja y se va. Tim se sube al auto detrás de Loki y este ve cómo Alvey le hace un truco para desquiciar a Tim, este, ignorando la presencia del Dios, huye y se lleva al bebe, cuando pasan por un callejón, Tim y Alvey no son asesinados por Loki gracias a la interferencia de Odín, quien le quita los poderes a Loki. Tim le envía un mensaje a Tonya diciéndole lo sucedido y esta, creyendo que su esposo esta loco, corre a la casa.
Esa noche, Loki invoca a Odín, y este le marca un lugar acordado, exactamente en una hora, Loki roba a Alvey y le da a Tim una hora para recuperar la Máscara. Tonya se entera y juntos deben ir a detener a Loki, buscando a Otis para quitarle la máscara, Otis le devuelve la máscara y Tim corre a darle la máscara a Loki pero no puede porque Loki lo engañó por la máscara y por el bebe y huye del lugar, Tim lo encuentra y le quita al bebe, pero en ese momento aparece Odín y le grita a Loki, Tim le dice a Odín que deje de enojarse con Loki y lo perdone, Odín lo perdona y le deja volver con él.
Tim logra crear su caricatura y se entera de que Tonya volvió a embarazarse, y la película termina con la cámara apuntando a Alvey quien le guiña un ojo.

## Reparto
| Personaje         | Actor original                | Actor de voz (España) | Actor de voz (Hispanoamérica) |
| ----------------- | ----------------------------- | --------------------- | ----------------------------- |
| Tim Avery         | Jamie Kennedy                 | Toni Mora             | José Gilberto Vilchis         |
| Loki              | Alan Cumming                  | Antonio Lara          | Ricardo Tejedo                |
| Tonya Avery       | Traylor Howard                | Alicia Laorden        | Xóchitl Ugarte                |
| Odín              | Bob Hoskins                   | Arsenio Corsellas     | Sebastián Llapur              |
| Jorge             | Kal Penn                      | José Javier Serrano   | Gabriel Gama                  |
| Alvey             | Liam Falconer y Ryan Falconer | Meritxell Ané         | Ángela Ríos                   |
| Daniel Moss       | Steven Wright                 | Antonio García Moral  | Moisés Palacios               |
| Dr. Arthur Neuman | Ben Stein                     | Félix Benito          | César Arias                   |

## Producción
No mucho después del lanzamiento de La Máscara, se anunció en Nintendo Power que Jim Carrey estaría regresando en una secuela llamada The Mask 2. La revista realizó un concurso donde el primer premio sería un rol caminando en pantalla en la película. Chuck Russel, quién realizó la primera película, expresó su interés en una secuela de La Máscara en su comentario de Laserdisc en 1996. Él esperaba que Carrey regresara como el personaje principal junto con Amy Yasbeck, quién encarnó a la reportera Peggy Brandt en la primera. Russel decidió eliminar escenas donde Peggy muere para dejar el personaje abierto para la secuela, lo que se volvería esta película. En una entrevista con Barbara Walters en 1995, Jim Carrey reveló que se le había ofrecido $10 millones para protagonizar The Mask 2, pero lo rechazó, ya que sus experiencias en Ace Ventura: When Nature Calls le convencieron de que repetir un personaje que él previamente interpretó no le ofrecía ningún desafío como actor. Debido al rechazo de Carrey de hacer una secuela, el proyecto no pudo llevarse a cabo y el concepto para una secuela fue cambiado en su totalidad, lo que marca la segunda instancia en que una secuela se realizara para una película en la que Carrey rechazara repetir su personaje; el primero siendo Dumb and Dumberer: When Harry Met Lloyd y es seguido por Evan Almighty y Ace Ventura Jr: Pet Detective. Ya que la película nunca llegó a realizarse, en la edición final de Nintendo Power, se emitió una disculpa al ganador del concurso.

## Estrenos
- Estreno en Estados Unidos: 18 de febrero de 2005
- Estreno en España: 22 de julio de 2005

## Recepción
La película fue fuertemente rechazada por los críticos. En Rotten Tomatoes, la película tiene un 6% basado en 104 reseñas, con su consenso declarando: "Abiertamente frenética, dolorosamente aburrida y extrañando mucho la presencia de Jim Carrey." El sitio puso la película en el 75° lugar en su lista de las 100 películas peor reseñadas de la década de 2000. En Metacritic, la película tiene un puntaje de 20 sobre 100, basado en 26 críticas, indicando "reseñas generalmente desfavorables."
En su reseña en At the Movies, Richard Roeper declaró "En los cinco años que he estado co-animando este programa, esto es lo más cercano que he estado de marcharme afuera a la mitad de la película, y ahora que miro atrás la experiencia, ojalá hubiera podido hacerlo." Roger Ebert declaró. "Lo que básicamente tenemos aquí es una licencia de los cineastas para hacer lo que ellos deseen con los efectos especiales, mientras que la trama, al igual que Wile E. Coyote, sigue chocando contra el muro." Lou Lumerick del New York Post dijo "Los padres que permitan que sus hijos vean esta porquería deberían ser detenidos por cargos de abuso; también debería estarlo la junta de clasificaciones de películas por permitir este sugerente desastre pasar con una clasificación PG." Al culpar el fracaso crítico de la película, Willie Waffle de WaffleMovies.com declaró, "¿Qué tan lejos en la cadena alimenticia de Hollywood tienes que ir antes de quedar atrapado con Jamie Kennedy como la estrella de tu película? ¿Es que Ben Affleck rechazó Son of the Mask? ¿Estaba Carrot Top ocupado? ¿Es que Pauly Shore se negó a devolver tus llamadas?"